# Creoleon limpidus
Creoleon limpidus är en insektsart som först beskrevs av Hermann Julius Kolbe 1897.  Creoleon limpidus ingår i släktet Creoleon och familjen myrlejonsländor. Inga underarter finns listade i Catalogue of Life.